# Peter Hurkos
Pieter van der Hurk, más conocido como Peter Hurkos (Dordrecht, 21 de mayo de 1911 - Los Ángeles, 1 de junio de 1988), fue un pintor y autoproclamado clarividente neerlandés.

## Síntesis biográfica
Pieter van der Hurk, un hombre corriente excepto por una protuberancia en el cráneo en la zona de la coronilla, fue miembro de la resistencia holandesa en la ocupación nazi. No fue apresado, pero en 1943 terminó trabajando como operario en el campo de concentración de Buchenwald.
Décadas más tarde afirmaría que en el campo de concentración había sufrido una caída de un andamio por el que habría estado tres días en coma. Afirmó que cuando despertó en el hospital, notó que poseía el don de la percepción extrasensorial que antes no tenía. Hurkos afirmó que, estando en la cama postrado, le preguntó a su compañero de habitación (a quien lógicamente no conocía de nada) que por qué cuando era niño le había robado el reloj de oro a su padre. El hombre no habría respondido sino que inmediatamente habría pedido un cambio de habitación para alejarse de aquel tipo tan raro como peligroso.
Según los relatos de Hurkkos, a partir de ese momento, él empezó a «prever» hechos que iban a suceder o incluso identificar las verdaderas intenciones de ciertas personas. Hurkos afirmó que miembros de la resistencia holandesa le pidieron que identificar a un topo en sus filas. Con solo ver y tocar las fotos, Hurkos dijo que tenía una imagen en su cabeza de uno de los compañeros con un uniforme nazi. Los compañeros siguieron a ese hombre, y efectivamente era el topo buscado.
El caso que lo lanzó a la fama fue en el verano de 1955, cuando había muchos incendios en la zona, y estando él de paseo con un amigo le vino a la mente la imagen de una casa ardiendo donde vivía una familia llamada Janssen y denunció que la habían quemado con gasolina y cerillas. Corriendo fue a la comisaría de policía a avisarles pero llegó tarde pues esta ya había sido avisada, por lo que se convirtió inmediatamente en sospechoso, lo detuvieron cautelarmente hasta poder demostrar que él no había provocado el incendio. Para convencer a los policías, cerró los ojos y detalló lo que uno de los policías llevaba en su bolsillo, llegando incluso a decir la marca borrosa que tenía el pequeño lápiz que llevaba. Así convenció a la policía para que le llevaran a la escena del crimen y allí estuvo buscando objetos que le transmitieran vibraciones, cuando tocó el mango chamuscado de un destornillador, se atrevió a sentenciar que el incendiario era un chico adolescente, y que la policía inmediatamente le mostró las fotos de todos los adolescentes del barrio, y Hurkos señaló al hijo del hombre más rico de la ciudad. Los policías salieron a buscarlo, y llevaron a Hurkos. Cuando llegaron a la mansión del hombre, Hurkos les dijo a los policías que el chico aún guardaba en el bolsillo la caja de cerillas con la que había prendido fuego a la casa, e incluso sabía que tenía rasguños en la pierna que coincidían con la cerca de alambre de la casa incendiada. Finalmente el muchacho terminó confesando el crimen y dijo que había accedido a la casa forzando la puerta con el destornillador.
Este hecho lo lanzó a las primeras páginas de la prensa sensacionalista donde empezó resolviendo casos de personas desaparecidas y asesinatos.
Según su opinión, llegó a solucionar 27 casos irresolubles en 17 países.
En 1956, el «parapsicólogo» Dr. Henry Puharich (1918‑1995) ―que ya era conocido por haber llevado a Estados Unidos al estafador israelí Uri Geller para que promocionara su espectáculo de doblado de cucharas mediante el poder mental― le pagó el pasaje para que Hurkos se mudara a Estados Unidos, quien lo sometió a exhaustivos estudios «científicos» en su casa en la localidad de Glen Cove (estado de Maine), a 302 km al noreste de Boston.
Puharich afirmó que los poderes psíquicos de Hurkos eran demostrables empíricamente y que no podían ser refutados. Tras estas conclusiones, un investigador de la Universidad de California quiso también hacerle pruebas, pero esta vez de carácter científico y con métodos serios, pero Hurkos se negó rotundamente.
Tanto seguimiento mediático tuvo, que se dedicó durante varios años a participar en actuaciones televisivas de todo el mundo donde adivinaba detalles de la vida privada a los espectadores, aunque se le increpó porque usaba las mismas fórmulas de inducción que utilizan los falsos adivinadores para sus lecturas en frío.
Esta fama inició su declive pues le obligó a intentar ayudar a resolver el famoso caso del estrangulador de Boston.
En la televisión afirmó que para convencer a la policía, les pidió que pusieran ante su mesa fotografías boca abajo con detalles de las víctimas, y él ―sin darles la vuelta― las habría descrito una por una. También afirmó ante las cámaras que le habría dado a la policía toda clase de datos de las víctimas que aún no habían sido publicados. En la televisión, Hurkos afirmó que la policía le dijo que seguramente él tenía un cómplice dentro de la policía que le había filtrado dicha información detallada, pero que nunca pudieron probarlo.
Peter Hurkos dijo en la televisión que había descrito el perfil del Estrangulador de Boston: era un hombre delgado, de entre 55 y 60 kg, 1.70 m, nariz aguileña, fetichista obsesionado con los zapatos, con una cicatriz en el brazo izquierdo, un dedo de la mano deformado, etc, por lo que la policía arrestó a un tipo Thomas O'Brian que coincidía exactamente con ese perfil (estadísticamente podía ser uno entre 1 875 000 individuos) y que además sufría desórdenes psíquicos y que era un vendedor ambulante de zapatos, pero nunca se pudo demostrar que este tipo era el verdadero asesino.
Posteriormente arrestaron a un tal Albert DeSalvo (inculpado por otros asesinatos y delitos), que oficialmente se ha mantenido desde entonces como el único asesino hasta que en 2001 se hicieron pruebas de ADN a los restos de DeSalvo y no coincidían en nada con el semen que encontraron en una de las víctimas.
Lo cierto es que Peter Hurkos siempre sostuvo que el verdadero asesino era Thomas O’Brian (nombre falso puesto por la policía para proteger la identidad del sospechoso). Unos años más tarde de esta sentencia se empezaron a crear los perfiles de los asesinos en serie, cuando se usó por primera vez este término, pero paradójicamente, DeSalvo no coincidía para nada con el perfil, y sí O’Brian.
Este hecho hizo que Hurkos perdiera toda credibilidad ya que fue un caso que dio la vuelta al mundo.
Desde entonces Hurkos perdió la confianza en sí mismo y unos meses más tarde cometió un error importante con el asesinato mediático de la actriz Sharon Tate, desde entonces no se aventuró a usar sus «poderes» y reconoció públicamente que los había perdido con la misma facilidad con que le habían sido dados.
A lo largo de su vida, Hurkos hizo varias afirmaciones, aunque nunca presentó evidencias de sus dichos:
- la reina Juliana de Holanda le habría otorgado la condecoración más alta en Países Bajos;
- se habría convertido en el primer «detective psíquico» reconocido oficialmente en todo el mundo;
- habría tenido mucha amistad con presidentes de Estados Unidos ―desde Dwight Eisenhower hasta Ronald Reagan― y con militares de alto rango;
- en una audiencia personal en el Vaticano, el papa Pio XII le habría dicho: «Espero que utilice su don para la mejora de la humanidad: utilícelo para ayudar a la gente de bien».
- tuvo muchos detractores entre los ilusionistas de prestigio de la época, que por celo profesional no aceptaban su éxito
- tuvo muchos detractores en la propia policía, por conflictos de jurisdicción, ya que Hurkos era invitado por la Interpol o el FBI, refutando y desbaratando las conclusiones de las diferentes policías locales, como fue el caso de la Piedra Scone de las Joyas de la Corona británica.
- habría sido tan conocido que habría sido más temido que alabado
- habría participado en varias películas estadounidenses, y que en algunas de ellas se había interpretado a sí mismo;
- habría hecho un bien a la sociedad, incluso si no hubiera tenido verdadera «percepción extrasensorial»;
- le habrían achacado que presentaba unas facturas de gastos demasiado altas, aunque él afirmaba que sus honorarios no eran exagerados, y aunque era un tipo abierto nunca habría alardeado o sobrevalorado su virtud más allá de las muestras empíricas que habría presentado. De hecho, cuando cometió un error importante se retiró discretamente, teniendo en cuenta que ya era afamado y no necesitaba exponer su supuesto don a más pruebas de fe.